# Сара Џесика Паркер
Сара Џесика Паркер (енгл. Sarah Jessica Parker; Нелсонвил, 25. март 1965) је америчка глумица и продуценткиња. Позната је по улози Кери Бредшо у HBO-овој телевизијској серији Секс и град (1998–2004), за коју је освојила две Еми награде, четири Златна глобуса за најбољу глумицу у хумористичкој серији и три награде Удружења глумаца. Лик је био широко популаран током приказивања серије, а касније је препознат као један од најбољих женских ликова на америчкој телевизији. Касније је поновила улогу у филмовима Секс и град (2008) и Секс и град 2 (2010), а онда и у наставку поменуте серије И тек тако... (2021).
Паркерова је дебитовала на Бродвеју са 11 година у оживљавању комада из 1976. године Невини, пре него што је 1979. године глумила у насловној улози бродвејског мјузикла Ени. Прве појаве у већим филмовима остварила је у драмама 1984. године Футлуз и Првенац. Њене остале филмске улоге укључују Прича из Лос Анђелеса (1991), Медени месец у Вегасу (1992), Хокус-покус (1993), Ед Вуд (1994), Клуб првих жена (1996), Породица Стоун (2005), Намештаљка (2006), Да ли сте чули за Морганове? (2009) и Нова година у Њујорку (2011).
Године 2012, Паркерова се вратила на телевизију први пут након серије Секс и град, тумачећи Изабелу Рајт у три епизоде Fox-ове серије Гли. Играла је Франсес Дифрен у HBO-овој серији Развод (2016–2019), за коју је номинована за награду Златни глобус. Од 2005. године, водила је своју продукцијску кућу, Pretty Matches, која је стварала садржај за HBO и друге канале.

## Биографија
Сара Џесика Паркер је рођена у Нелсонвилу, у држави Охајо, као ћерка Барбаре Паркер (рођена Кек), раднице у вртићу и учитељице, и Стивена Паркера, предузетника и новинара. Била је једно од укупно осморо деце из брака њених родитеља и другог брака своје мајке; њена браћа и сестре су глумци Тимоти Бритен Паркер и Пипин Паркер. Паркерини родитељи су се развели када је имала 3 и по године, а њена мајка се удала за Пола Форстеа, возача камиона и рачуновођу. Паркерин отац, родом из Бруклина, је Јевреј (из породице из источне Европе); првобитно презиме његове породице било је "Бар-Кан". Паркерина мајка је немачког, а нешто енглеског порекла; преко своје мајке, Паркер води порекло од Естер Елвел, једне од оптужених током суђења вештицама у Салему. Паркер се културно поистоветила са вером свог оца, јудаизмом, иако није имала верску обуку. Рекла је да чак и док је њена породица живела у Синсинатију, њена мајка је опонашала њујоршки начин живота. Паркерини родитељи су се борили да издржавају своју велику породицу – често је струја могла бити искључена, или би породица морала да се одрекне Божића и рођендана због недостатка новца. Ипак, она је изјавила: "Не бих ништа мењала, ни за шта... углавном смо имали све што нам је требало. Не увек, али углавном." Паркерина мајка уживљавала је своју децу у културу и ваннаставне активности; често их је водила у бесплатне јавне установе попут балета и позоришта у Синсинатију, тако да су живели „пун, богат живот“.
Као млада девојка, Паркер је тренирала певање и балет, а убрзо је добила улогу у оживљавању драме Вилијама Арчибалда Невини на Бродвеју.

## Филмографија

### Филм
| Улоге на филму |                                    |               |                                 |                           |
| Година         | Српски назив                       | Изворни назив | Улога                           | Напомена                  |
| 1983.          |                                    |               | Лори Андерсон                   |                           |
| 1984.          | Футлуз                             |               | Расти                           |                           |
| 1984.          | Првенац                            |               | Лиса                            |                           |
| 1985.          | Девојке би само хтеле да се забаве |               | Џејни Глен                      |                           |
| 1986.          | Навигаторов лет                    |               | Каролин Макадамс                |                           |
| 1991.          | Прича из Лос Анђелеса              |               | Санди                           |                           |
| 1992.          | Медени месец у Вегасу              |               | Бетси Нолан / Дона Корман       |                           |
| 1993.          | Смртоносна раздаљина               |               | Џо Кристман / дет. Емили Харпер |                           |
| 1993.          | Хокус-покус                        |               | Сара Сандерсон                  | вокалиста песме сирена „” |
| 1994.          | Ед Вуд                             |               | Долорес Фулер                   |                           |
| 1995.          | Рапсодија у Мајамију               |               | Гвин Маркус                     |                           |
| 1996.          | Марс напада!                       |               | Натали Лејк                     |                           |
| 1996.          | Кад би Луси пала                   |               | Луси Акерман                    |                           |
| 1996.          | Клуб првих жена                    |               | Шели Стјуарт                    |                           |
| 1996.          | Екстремне мере                     |               | Џоди Трамел                     |                           |
| 1997.          |                                    |               | Франческа Ланфилд               |                           |
| 1999.          | Дадли је закон                     |               | Нел Фенвик                      |                           |
| 2000.          | На раскршћу                        |               | Клер Велесли                    |                           |
| 2002.          | Живот без Дика                     |               | Колин Гибсон                    |                           |
| 2005.          | Породица Стоун                     |               | Мередит Мортон                  |                           |
| 2006.          |                                    |               | Пеги Калас                      |                           |
| 2006.          | Намештаљка                         |               | Паула                           |                           |
| 2007.          | Зачарани круг                      |               | Сара Данијелс                   |                           |
| 2008.          | Паметни људи                       |               | Џенет Хартиган                  |                           |
| 2008.          | Секс и град                        |               | Кари Бредшо                     |                           |
| 2009.          | Да ли сте чули за Морганове?       |               | Мерил Морган                    |                           |
| 2010.          | Секс и град 2                      |               | Кари Бредшо                     |                           |
| 2011.          | Не знам како јој успева            |               | Кејт Реди                       |                           |
| 2011.          | Нова година у Њујорку              |               | Кејт Дојл                       |                           |
| 2013.          | Бекство са планете Земље           |               | Кира Супернова (глас)           |                           |
| 2013.          | Ловлејс                            |               | Глорија Стејнем                 | избрисане сцене           |
| 2016.          | Сви путеви воде у Рим              |               | Меди                            |                           |
| 2018.          | Овде и сад                         |               | Вивијан                         | такође продуцент          |
| 2022.          | Хокус-покус 2                      |               | Сара Сандерсон                  | препродукција             |

### Телевизија
| Улоге на телевизији |                       |               |                       |                                                |
| Година              | Српски назив          | Изворни назив | Улога                 | Напомена                                       |
| 1974.               | Девојчица са шибицама |               | Девојчица са шибицама | телевизијски филм                              |
| 1980.               |                       |               | Ени                   | 3 епизоде                                      |
| 1982.               |                       |               | Кејти                 | телевизијски филм                              |
| 1982–1983.          |                       |               | Пати Грин             | главна улога, 20 епизода                       |
| 1984.               |                       |               | Сузан Хендерсон       | епизода: „Готово краљевска породица”           |
| 1986.               |                       |               | Рејчел                | епизода: „Подељена срца”                       |
| 1987.               |                       |               | Манди Јановић         | телевизијски филм                              |
| 1987–1988.          |                       |               | Ки Ериксон            | главна улога, 22 епизоде                       |
| 1988.               |                       |               | Рејчел Голдман        | 2-делна мини-серија                            |
| 1989.               |                       |               | Миријам               | 4-делна мини-серија                            |
| 1989.               |                       |               | Лора                  | телевизијски филм                              |
| 1989.               |                       |               | Ејми-Бет              | телевизијски филм                              |
| 1990–1991.          |                       |               | Џо Ен Харис           | главна улога, 26 епизода                       |
| 1992.               |                       |               | Кали Кејн             | телевизијски филм                              |
| 1994.               | Уживо суботом увече   |               | водитељка             | епизода: „Сара Џесика Паркер/”                 |
| 1996.               |                       |               | Ненси Дејвисон        | телевизијски филм                              |
| 1999.               |                       |               | себе                  | епизода: „Коврџаст простор за цвеће”           |
| 1998.               |                       |               | наратор (глас)        | епизода: „Пепељуга и кућа на пилећим ногама”   |
| 1998–2004.          | Секс и град           |               | Кари Бредшо           | 94 епизоде, такође извршни продуцент и наратор |
| 2007.               | Пројекат модна писта  |               | себе                  | епизода: „Почела сам да плачем”                |
| 2007–2010.          | Улица Сезам           |               | себе                  | 2. епизоде                                     |
| 2010.               |                       |               | себе                  | епизода: „Сара Џесика Паркер”                  |
| 2012–2013.          | Гли                   |               | Изабела Рајт          | 3 епизоде                                      |
| 2016–2019.          | Развод                |               | Франсес Дифрен        | главна улога, 24 епизоде                       |
| 2016.               |                       |               | себе                  | епизода: „Бејбимејкер”                         |
| 2021–2025.          | И тек тако...         |               | Кари Бредшо           | главна улога                                   |